# Somewhere Else
Somewhere Else (с англ. — «Где-то там») — четырнадцатый студийный альбом британской рок-группы Marillion из Эйлсбери (графство Бакингемшир). Он был выпущен собственным лейблом группы, Intact Records, в Великобритании 9 апреля 2007 года. Продюсер Майкл Хантер, альбом был записан в 2006 году в клубе The Racket Club в Бакингемшире, за исключением трека «Faith», написанного во время сессий Marbles и записанного в предыдущем году.
Журнал Classic Rock поставил альбом на 24-е место в своем списке лучших дисков 2007 года.

## Обложка
Изначально название альбома должно было быть 14, и под него была подготовлена обложка. Однако название изменилось, и потребовалась новая обложка. Окончательный вариант обложки с изображением бинокля для смотровой площадки, известного также как монетоприемник-бинокль, был разработан Карлом Гловером. Он очень похож на обложку альбома-компиляции Weather Report Forecast: Tomorrow. Группа знала об этом, но поскольку это произошло случайно, они решили ничего не менять.

## Отзывы
| Оценки критиков | Оценки критиков |
| Источник        | Оценка          |
| --------------- | --------------- |
| Uncut           | [ 3 ]           |

Somewhere Else получил положительные и смешанные отзывы критиков.
Стивен Далтон из Uncut, описывая Somewhere Else в рецензии на 3 звезды (из 5), заявил, что «некоторые треки звенят и парят, как Coldplay. Другие — просто пост-роковый вой Radiohead». Далтон заключил, что «Marillion заслуживают честного слушания». Ричард Манн из Guitarist был менее впечатлен, заявив, что «с его взрывным производством, меандрирующим инструментарием и гимническими AOR-припевами это, несомненно, именно та вещь, которая понравится владельцам остальных 13 альбомов группы. Но невинному слушателю здесь действительно не на что смотреть… Гитары Стива Ротери часто кажутся обвешанными ненужными эффектами из Музея заброшенных гитарных звуков: соло, обычно являющиеся сильной стороной, кажутся отброшенными и несущественными… местами тексты альбома умоляют поверить». Манн заключил: «На „Faith“ едва замаскированное подражание Маккартни в игре на пальцах „Blackbird“ служит последним доказательством того, что в альбоме осталось мало изобретательности».
Classic Rock поставил альбом на 24-е место в своем списке по итогам 2007 года.

## Коммерческий успех
Somewhere Else занял 24 место в чарте альбомов Великобритании UK Albums Chart, став первым релизом Marillion, вошедшим в Топ-40 со времен Radiation (1998). Первым синглом с альбома стал «See It Like a Baby», выпущенный только для скачивания, который занял 45 место в чарте синглов UK Singles Chart. Последующий сингл «Thankyou Whoever You Are» оказался успешнее, достигнув 15-го места и подарив группе третий хит в Топ-20 2000-х годов и второй самый успешный в чартах сингл после «Incommunicado» 1987 года.

## Список композиций
Все тексты написаны Стив Хогарт (кроме "Most Toys", где авторы Hogarth/Ale Dozal), вся музыка написана Marillion.
| №                   | Название                   | Длительность |
| ------------------- | -------------------------- | ------------ |
| 1.                  | «The Other Half»           | 4:23         |
| 2.                  | «See It Like a Baby»       | 4:32         |
| 3.                  | «Thankyou Whoever You Are» | 4:51         |
| 4.                  | «Most Toys»                | 2:48         |
| 5.                  | «Somewhere Else»           | 7:51         |
| 6.                  | «A Voice from the Past»    | 6:22         |
| 7.                  | «No Such Thing»            | 3:58         |
| 8.                  | «The Wound»                | 7:18         |
| 9.                  | «The Last Century for Man» | 5:52         |
| 10.                 | «Faith»                    | 4:12         |
| Общая длительность: | Общая длительность:        | 52:07        |

## Чарты
| Чарт (2007)                      | Высшая позиция |
| -------------------------------- | -------------- |
| Нидерланды (Album Top 100)       | 18             |
| Франция (SNEP)                   | 59             |
| Германия (Offizielle Top 100)    | 36             |
| Италия (Classifica album)        | 47             |
| Швейцария (Schweizer Hitparade)  | 83             |
| Великобритания (UK Albums Chart) | 24             |

| Чарт (2007)                     | Высшая позиция |
| ------------------------------- | -------------- |
| Великобритания (OCC UK Singles) | 45             |

| Чарт (2007)                     | Высшая позиция |
| ------------------------------- | -------------- |
| Нидерланды (Single Top 100)     | 6              |
| Великобритания (OCC UK Singles) | 15             |